# Dachsberg (Südschwarzwald)
Dachsberg (Südschwarzwald) är en kommun i Landkreis Waldshut i regionen Schwarzwald-Baar-Heuberg i Regierungsbezirk Freiburg i förbundslandet Baden-Württemberg i Tyskland. 
Kommunen bildades 1 januari 1971 genom en sammanslagning av kommunerna Urberg, Wilfingen, Wittenschwand och Wolpadingen.
Kommunen ingår i kommunalförbundet St. Blasien tillsammans med staden St. Blasien och kommunerna Bernau im Schwarzwald, Häusern, Höchenschwand, Ibach och Todtmoos.